# Хэнниген, Роберт
Роберт Питер Хэнниген (англ. Robert Peter Hannigan, р.1965) — британский государственный деятель, директор Центра правительственной связи с 2014 года.

## Биография
Родился в Глостершире, вырос в Йоркшире, учился в Уодхэм-колледже, Оксфорд, продолжил своё образование в Хейтроп-колледже Лондонского университета.
Работал некоторое время в частном секторе, после чего перешёл на государственную службу в Министерство по делам Северной Ирландии, где занимал должности заместителя директора по коммуникациям, директора по коммуникациям и директора по политическим вопросам.
В 2007 году он заменил сэра Ричарда Моттрама в должности руководителя Управления по вопросам разведки и безопасности аппарата кабинета министров Великобритании, отвечающего за координацию действий между разведывательными службами и правительством, и исполнял обязанности главы en:Single Intelligence Account который финансирует MI5, MI6 и ЦПС. Во время своего пребывания в должности Хэнниген расследовал инцидент с кражей данных из Британской  налоговой службы, результаты которого представил в докладе, получившего неофициальное название «Отчёт Хэннигена».
С 2010 года перешёл на службу в Форин-офис на должность генерального директора по вопросам обороны и разведки. В 2013 году награждён орденом Святого Михаила и Святого Георгия (CMG) за заслуги в сфере национальной безопасности.
В апреле 2014 года было объявлено, что Хэнниген осенью этого года сменит Иена Лоббена на посту директора Центра правительственной связи, назначение состоялось в ноябре.
В первый день пребывания в новой должности Хэнниген опубликовал в Financial Times статью на тему слежки через Интернет, в которой заявил, что многие крупные технологические компании стали сетями, управляемыми террористами и преступниками и ЦПС не может решить эти проблемы без большей поддержки со стороны частного сектора. В ответ глава британской промышленной группы techUK отклонил эти претензии, заявив, что они понимают проблемы, но обязательства по раскрытию «должны быть основаны на ясной и прозрачной правовой базы и эффективном надзоре, а не сделке между промышленностью и правительством».
Женат, имеет сына и дочь.